# 第3共和国 (テレビドラマ)
『第3共和国』（だいさんきょうわこく）は、MBC（文化放送）が制作した大韓民国のテレビドラマである。朴正煕政権（1961年 - 1979年）の前半時代、所謂「第三共和国」時代の韓国政治を取り上げたもので、1993年2月7日から8月1日まで全26話が放映された。なお当時のドラマでは珍しい演出として、オープニング映像でキム・ウンソン&キム・ソギョンが制作したミニチュアの彫刻作品群が使用されている。なおテロップにはキム・ウンソンの名のみだがキム・ウンソン、キム・ソギョンの共作である。

## あらすじ
1961年5月の5・16軍事クーデターで台頭した朴正熙の出生と成長過程を第1話と第2話で、5・16軍事クーデターを3話で紹介した後、4話以降において軍事クーデターから1972年の10月維新まで10年余りの政治的出来事を関係者の証言や映像資料を交えながらドラマ形式で取り上げて行く。

## タイトル
| 話数 | タイトル                      | タイトル                     | 放送日時      |
| 話数 | 韓国語                        | 日本語                       | 放送日時      |
| ---- | ----------------------------- | ---------------------------- | ------------- |
| 1    | 인간 박정희 上                | 人間朴正熙 上                | 1993年2月7日  |
| 2    | 인간 박정희 下                | 人間朴正熙 下                | 1993年2月14日 |
| 3    | 5.16쿠데타                    | 5・16クーデター              | 1993年2月21日 |
| 4    | 군사혁명위원회 의장 장도영    | 軍事革命委員会議長 張都暎    | 1993年2月28日 |
| 5    | 군사정부 출범                 | 軍事政府 出帆                | 1993年3月7日  |
| 6    | 혁명,혁명과업                 | 革命、革命課題               | 1993年3月14日 |
| 7    | 장도영 거세                   | 張都暎去勢                   | 1993年3月21日 |
| 8    | 박정희시대 개막               | 朴正熙時代開幕               | 1993年3月28日 |
| 9    | 남북대화, 그리고 황태성       | 南北大会、そして黄泰成       | 1993年4月4日  |
| 10   | 군사정권 외교                 | 軍事政権外交                 | 1993年4月11日 |
| 11   | 공화당 사전조직과 증권파동    | 共和党事前組織と証券波動     | 1993年4月18日 |
| 12   | 통화개혁과 대통령 직선제 개헌 | 通貨改革と大統領直選制改憲   | 1993年4月25日 |
| 13   | 2.18 (이일팔) 성명            | 2.18（二一八）声明           | 1993年5月2日  |
| 14   | 김종필의 외유와 군정연장 음모 | 金鍾泌の外遊と軍政延長陰謀   | 1993年5月9日  |
| 15   | 백조그릴 위장 약혼식 사건     | 白鳥グリル偽装約婚式事件     | 1993年5月16日 |
| 16   | 범탕작전과 친위 쿠데타        | ポムタン作戦と親衛クーデター | 1993年5月23日 |
| 17   | 김형욱의 대통령 당선 작전     | 金炯旭の大統領当選作戦       | 1993年5月30日 |
| 18   | 정치자금 정치공작             | 政治資金政治工作             | 1993年6月5日  |
| 19   | 6.3 사태 ①                    | 6・3事態 ①                   | 1993年6月13日 |
| 20   | 6.3 사태 ②                    | 6・3事態 ②                   | 1993年6月20日 |
| 21   | 진산파동                      | 珍山波動                     | 1993年6月27日 |
| 22   | 월남파병                      | 越南派兵                     | 1993年7月4日  |
| 23   | 김두한과 사카린 밀수사건      | 金斗漢とサッカリン密輸事件   | 1993年7月11日 |
| 24   | 3선 개헌                      | 3選改憲                      | 1993年7月18日 |
| 25   | 40대 기수론                   | 40代旗手論                   | 1993年7月25日 |
| 26   | 유신전야 (마지막회)           | 維新前夜（最終回）           | 1993年8月1日  |